# سن خوزه، شهرستان سن میگل، نیومکزیکو
سن خوزه (به انگلیسی: San Jose) یک منطقهٔ مسکونی در ایالات متحده آمریکا است که در نیومکزیکو واقع شده‌است. سن خوزه ۱۳۷ نفر جمعیت دارد و ۱٬۸۶۲٫۰۵ متر بالاتر از سطح دریا واقع شده‌است.